# El Cañón del Taninul
El Cañón del Taninul är en ort i Mexiko.   Den ligger i kommunen Ciudad Valles och delstaten San Luis Potosí, i den centrala delen av landet, 280 km norr om huvudstaden Mexico City. El Cañón del Taninul ligger 168 meter över havet och antalet invånare är 151.
Terrängen runt El Cañón del Taninul är kuperad österut, men västerut är den platt. Runt El Cañón del Taninul är det ganska glesbefolkat, med 35 invånare per kvadratkilometer. Närmaste större samhälle är Ciudad Valles, 8,0 km väster om El Cañón del Taninul. Omgivningarna runt El Cañón del Taninul är en mosaik av jordbruksmark och naturlig växtlighet.